# Boro (automobilismo)
La Boro è stata un costruttore olandese di Formula 1, che disputò alcune gare tra il 1976 e il 1977, senza risultati di rilievo. Il nome derivava dalle iniziali dei nomi dei fondatori, i fratelli Bob e Rody Hoogenboom. Fu il primo costruttore di F1 proveniente da quel paese, e l'unico fino all'arrivo della Spyker nel 2007.

## La storia

### La nascita
La sua nascita deriva da una lite giudiziaria sorta nel 1975 tra la scuderia britannica Ensign e uno dei suoi sponsor, la ditta olandese H.B. Bewaking. In quella stagione la ditta olandese, che era stata messa in contatto con Mo Nunn, patron dell'Ensign dall'uomo d'affari olandese d'origine cinese Teddy Yip, sostenne il pilota Roelof Wunderink che partecipò al Gran Premio di Spagna, prima di un incidente in Formula 5000, che costrinse l'Ensign a sostituirlo con Gijs Van Lennep.
La H.B. Bewaking però pretendeva il ritorno di Wunderink; ciò assieme alla volontà di Mo Nunn di trovare un nuovo sponsor principale portò le due parti a una serie di cause legali. Fu la ditta olandese a vincere le cause e a ottenere in pagamento una  Ensign modello N175, che venne ribattezzata Boro 001.
La Boro acquistò inoltre il materiale della Embassy Hill, che si era disciolta dopo l'incidente aereo in cui era perito Graham Hill, per poter partecipare al campionato 1976.

Larry Perkins con la Boro nel Gran Premio d'Italia 1976.

### Stagione 1976
L'unica vettura iscritta venne affidata al pilota australiano Larry Perkins; la monoposto corse 5 gran premi, esordendo nel Gran Premio di Spagna, quarta gara della stagione, con un tredicesimo posto. Ottenne come miglior piazzamento l'ottava piazza nel Gran Premio del Belgio. Prima del gran premio d'Olanda la H.B. Bewaking tolse la sponsorizzazione alla scuderia.

### Stagione 1977
Per il 1977 La vettura venne leggermente modificata ma le apparizioni nel mondiale divennero molto sporadiche.
Il pilota britannico Brian Henton si qualificò ventitreesimo al Gran Premio d'Olanda, dove venne squalificato per un aiuto dei commissari dopo un testa coda, e non si qualificò nel Gran Premio d'Italia.
Al termine della stagione i fratelli Hoogenboom venderanno il loro materiale proprio a Teddy Yip, che fonderà nel 1978 la Theodore Racing.

## Risultati in F1
| Anno | Vettura | Motore            | Gomme | Piloti        |  |  |  |    |   |    |     |  |  |  |  |     |     |  |  |  |  | Punti | Pos. |
| ---- | ------- | ----------------- | ----- | ------------- |  |  |  | -- | - | -- | --- |  |  |  |  | --- | --- |  |  |  |  | ----- | ---- |
| 1976 | 001     | Ford-Cosworth DFV | G     | Larry Perkins |  |  |  | 13 | 8 | NQ | Rit |  |  |  |  | Rit | Rit |  |  |  |  | 0     |      |

| Anno | Vettura | Motore            | Gomme | Piloti       |  |  |  |  |  |  |  |  |  |  |  |  |    |    |  |  |  | Punti | Pos. |
| ---- | ------- | ----------------- | ----- | ------------ |  |  |  |  |  |  |  |  |  |  |  |  | -- | -- |  |  |  | ----- | ---- |
| 1977 | 001     | Ford-Cosworth DFV | G     | Brian Henton |  |  |  |  |  |  |  |  |  |  |  |  | SQ | NQ |  |  |  | 0     |      |